# Montura Canon EF
La montura EF es la montura de objetivo estándar en la familia de cámaras fotográficas reflex Canon EOS desde su introducción, en 1987. Las iniciales EF provienen de Electro-Focus (foco electrónico): el autofoco en los objetivos EF es manejado por un motor eléctrico incorporado en el objetivo. Mecánicamente, se trata de una montura de bayoneta, y toda la comunicación entre la cámara y el objetivo se realiza a través de contactos eléctricos, no habiendo palancas mecánicas o pistones.
En 2003, Canon introdujo la montura EF-S, un derivado de la montura EF estrictamente desarrollada para las cámaras digitales EOS con sensores APS-C lanzadas después de 2003. Los objetivos EF se pueden montar en cuerpos EF-S, pero no a la inversa.
En 2012, Canon presentó la montura EF-M, un derivado diseñado para las cámaras sin espejo de objetivos intercambiables con sensores APS-C. Objetivos EF y EF-S pueden ser montados en cuerpos EF-M a través de un adaptador opcional.

## Historia
La montura EF remplazó a su predecesora, la montura Canon FD. La tecnología de montura de objetivo con autofoco hasta entonces utilizaba un motor en el cuerpo de la cámara para manejar los mecanismos de foco helicoidal.
La innovación clave de la serie EF consistía en utilizar un motor dentro del propio objetivo para enfocar. Esto permitió objetivos con autofoco que no requieren palancas mecánicas en el mecanismo de montaje, sólo los contactos eléctricos para suministrar energía y las instrucciones para el motor del mismo. Los motores fueron diseñados para cada objetivo particular en el que se encuentran instalados.
Cuando la montura EF fue introducida en 1987, tuvo el mayor diámetro de montaje (54 mm interior) entre las cámaras SRL de 35 mm.
La serie EF incluye una selección de más de sesenta objetivos. La serie EF ha abarcado distancias focales desde 8 hasta 1200 mm (y desde 10 mm hasta 250 mm para objetivos EF-S). La montura EF-M se presentó con dos objetivos, uno fijo de 22 mm y un zoom de 18-55 mm. Muchos objetivos EF incluyen características tales como motor ultrasónico (USM), sistema de estabilización de imagen (IS), óptica difractiva (DO) y, en particular para los objetivos de la serie L, fluorita y elementos de lentes asféricas.

## Versatilidad

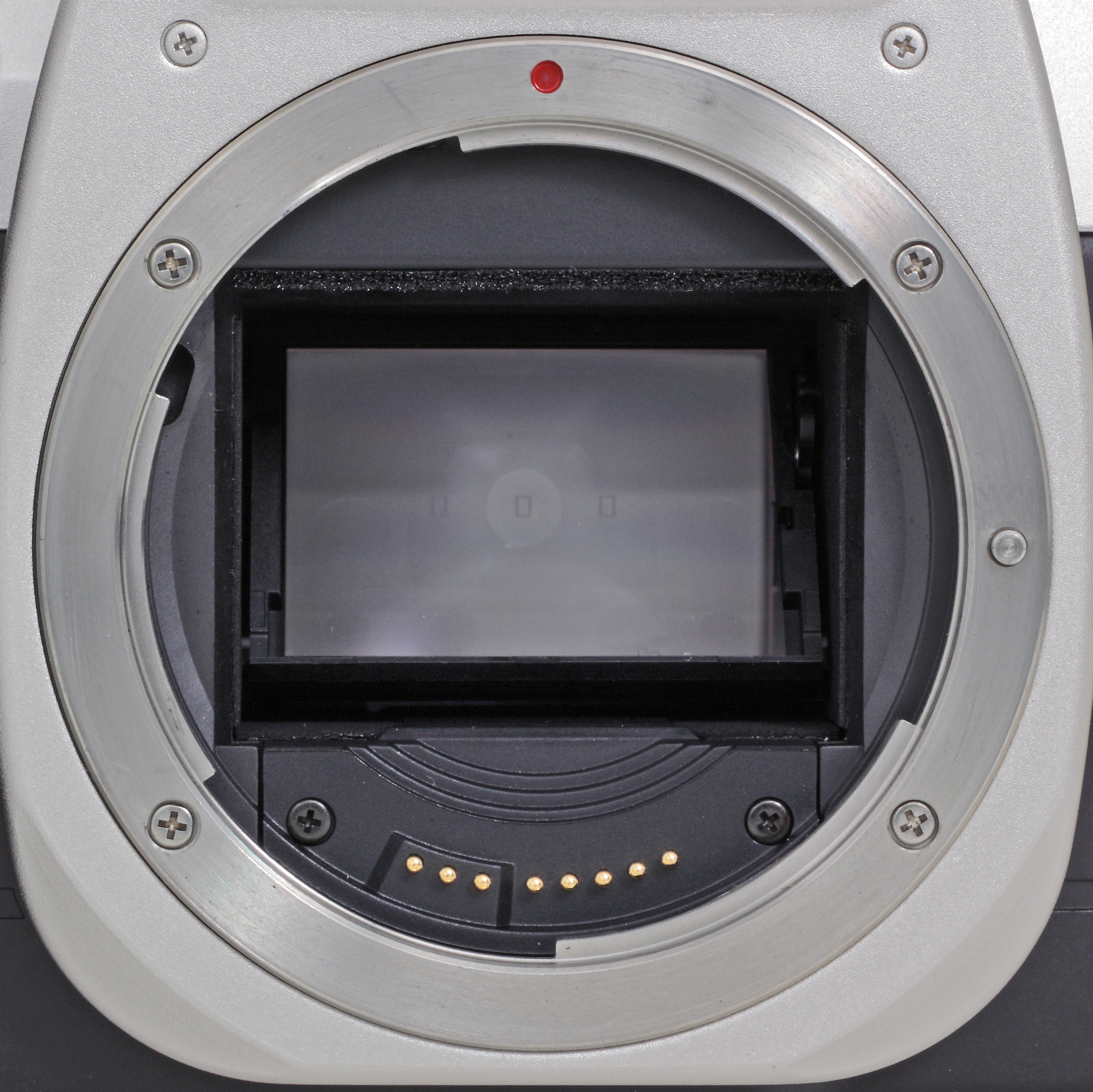
La montura EF en una Canon EOS 50

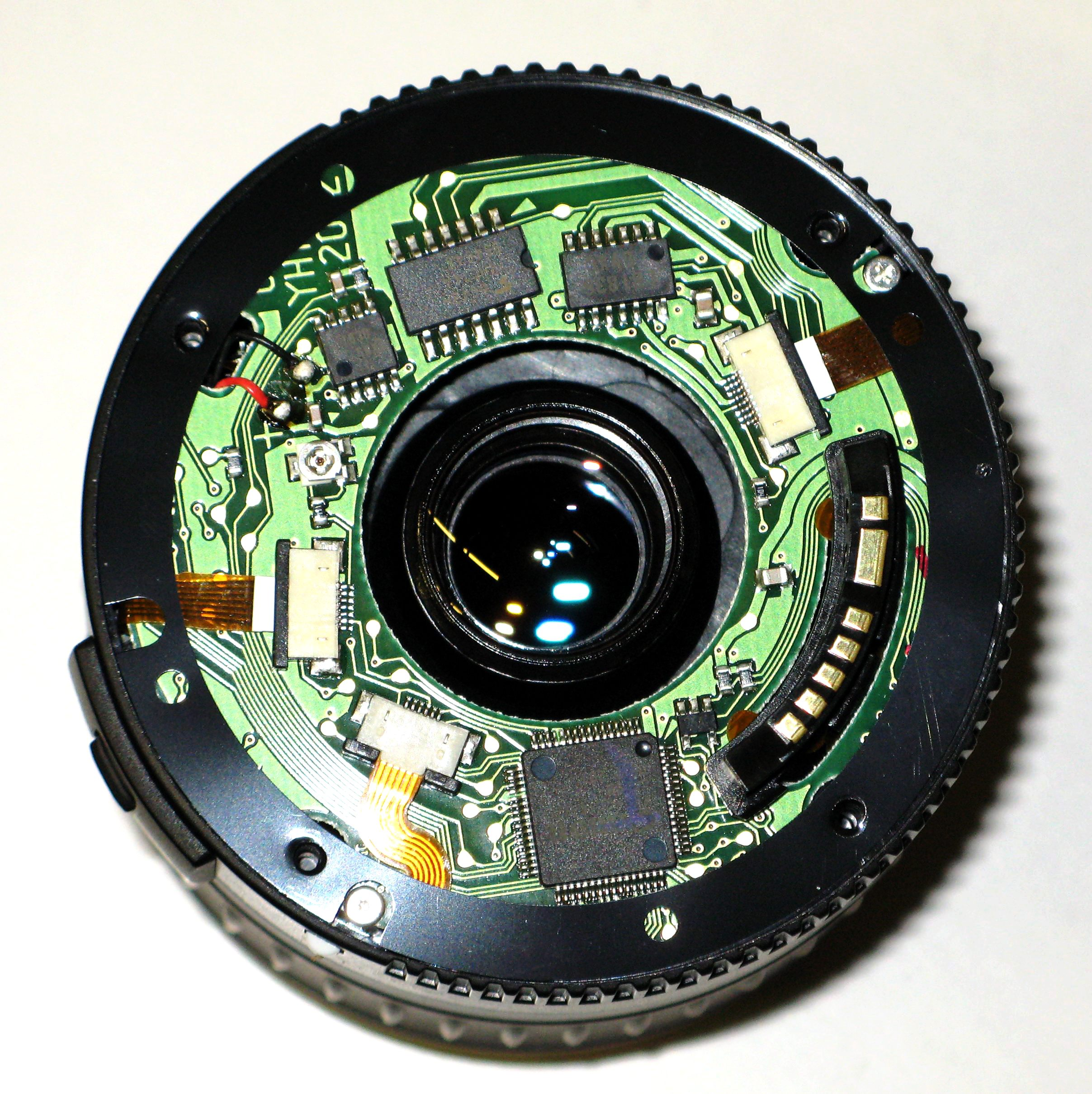
Electrónica de un objetivo EF-S

Su gran diámetro y su relativamente corta distancia focal de brida de 44 mm permiten a la montura EF trabajar con adaptadores. Es posible montar objetivos que utilizan la montura Nikon F, Olympus OM, Leica R, Pentax K, Rollei QBM y la universal M42 (entre otras) utilizando adaptadores mecánicos.
Los objetivos de la antigua montura Canon FD no pueden utilizarse para fotografía general en una cámara con montura EF, a menos que se utilice un adaptador que incluya elementos ópticos, puesto que los mismos fueron diseñados con una distancia focal de brida de tan solo 42 mm. El enfoque al infinito se perdería con un adaptador que carece de elementos ópticos. Los adaptadores FD-EOS son raros y solo son utilizables con ciertos teleobjetivos. Con una conexión manual, los controles de apertura y enfoque no podrían ser leídos y manejados desde la cámara; el objetivo debe ser enfocado de forma manual.

## Tecnologías relacionadas

### Motor ultrasónico

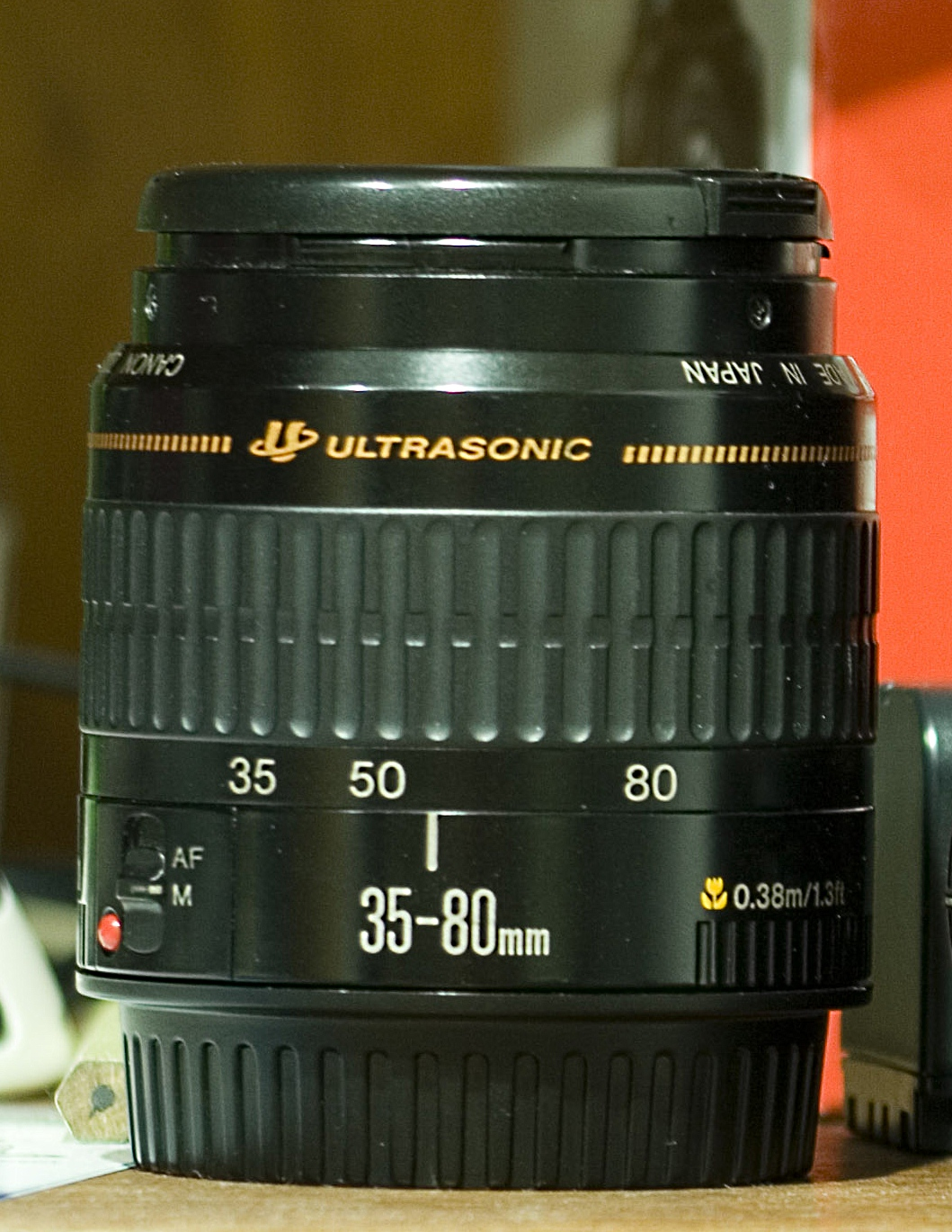
Objetivo Canon EF 35-80 mm USM luciendo el anillo dorado y la inscripción "Ultrasonic".

El motor ultrasónico o USM (del inglés Ultrasonic motor) apareció con la introducción del objetivo EF 300 mm f/2.8L USM en 1987. Canon fue el primer fabricante de cámaras en comercializar exitosamente la tecnología USM. Los objetivos EF equipados con unidad de motor ultrasónico son más rápidos, silenciosos y precisos en operaciones de autofoco, y consumen menos energía que los motores convencionales.
Existen dos tipos de motores ultrasónicos: los de tipo anillo y los de micromotor.
Los de tipo anillo son más valorados debido a su rendimiento y a una mayor eficiencia, y porque permiten el enfoque manual continuo sin salir del modo de autofoco. Los de micromotor se utilizan en objetivos económicos para mantener su bajo costo. Es posible implementar el enfoque manual continuo en objetivos con micromotor USM, aunque se requieren componentes mecánicos adicionales, por lo que se realiza en raras ocasiones.
La mayoría de los objetivos con USM se identifican con un anillo dorado y la etiqueta "Ultrasonic" del mismo color impresa en el cañón. No obstante, los objetivos de la serie L que incluyen USM no poseen dicho anillo, ya que incluyen el anillo rojo que los identifica. En cambio, poseen la etiqueta "Ultrasonic" impresa en rojo en el cañón del objetivo.

### Estabilizador de imagen
El estabilizador de imagen o IS (del inglés Image stabilizer) detecta el movimiento de la mano y lo corrige ópticamente. Únicamente corrige el movimiento de la mano, si el sujeto de la fotografía está en movimiento, el IS no lo estabilizará. También sólo puede estabilizar el movimiento en una escala que va desde dos a cinco pasos, dependiendo del tipo de IS incorporado en el objetivo. Canon ha lanzado varias versiones del sistema, incluyendo las siguientes:
- La primera versión, utilizada por primera vez en el objetivo 75-300 mm f/4,0-5,6 (1995), toma aproximadamente un segundo en estabilizar, y proporciona aproximadamente dos pasos de estabilidad. No es adecuado para su uso en un trípode o para la técnica de barrido.
- El objetivo 300 mm f/4 L IS USM, lanzado en 1997, incorpora IS Modo 2, el cual detecta si se está realizando barrido horizontal o vertical, y sólo compensa las vibraciones en el plano perpendicular al plano del barrido.
- En 1999, con la salida de los superteleobjetivos IS (desde 300 mm f/2,8 L hasta 600 mm f/4 L), se añadió la detección de trípode, por lo que el objetivo puede ser utilizado en un trípode con el IS encendido.
- En 2001, una nueva versión del estabilizador de imagen fue creada con el 70-200 mm f/2,8 L. Esta versión tarda aproximadamente 0,5 segundos y puede estabilizar hasta tres pasos.
- En 2006, el 70-200 mm f / 4 L IS USM fue lanzado con un estabilizador de imagen que permite hasta cuatro pasos de estabilización.
- En 2008, el 200 mm f/2 L IS USM fue lanzado con una nueva versión del IS que permite hasta cinco pasos de estabilización.
- En 2009, el 100 mm f/2,8 L Macro IS USM se convirtió en el primer objetivo Canon con estabilizador de imagen Hybrid. Además de corregir el movimiento angular, el IS Hybrid también corrige el desplazamiento.
- Algunos objetivos más recientes incluyen un estabilizador de imagen capaz de detectar automáticamente si el usuario está realizando un barrido y responder en consecuencia, y por lo tanto estos objetivos no tienen un interruptor de modo IS.

Todos los objetivos EF que soportan IS tienen las palabras "Image Stabilizer", escrita en el cañón. En algunos de los teleobjetivos de Canon más grandes, las palabras "Image Stabilizer" están grabadas en una placa de metal colocada en el cañón.

### Óptica difractiva
La óptica difractiva o DO (del inglés Diffractive optics) es una tecnología de lentes utilizada en algunos objetivos. Los objetivos con elementos ópticos difractivos suelen ser más pequeños, livianos y mejores en el manejo de la aberración cromática que sus equivalentes convencionales de similar distancia focal y valores de apertura. Son más caros de fabricar que los lentes comunes, por lo que se aplican a un número muy limitado de objetivos. Solo los objetivos EF 400 mm f/4 DO IS USM y EF 70–300 mm f/4.5–5.6 DO IS USM poseen elementos ópticos difractivos. Los objetivos con esta tecnología se identifican por lucir un anillo verde en la parte delantera del cañón.

## Lista de objetivos EF
La siguiente es una lista de objetivos EF fabricados por Canon.
Los números romanos colocados luego de la distancia focal del objetivo corresponden al número de generación. Si bien en número I es utilizado en la tabla posterior, no es utilizado oficialmente por Canon, que solo incorpora dicha numeración a partir de la segunda generación y subsiguientes.
Los objetivos EF están agrupados de acuerdo a su distancia focal:
- Zoom: objetivos zoom (o de distancia focal variable).
- Fijos: objetivos de distancia focal fija.

### Zoom

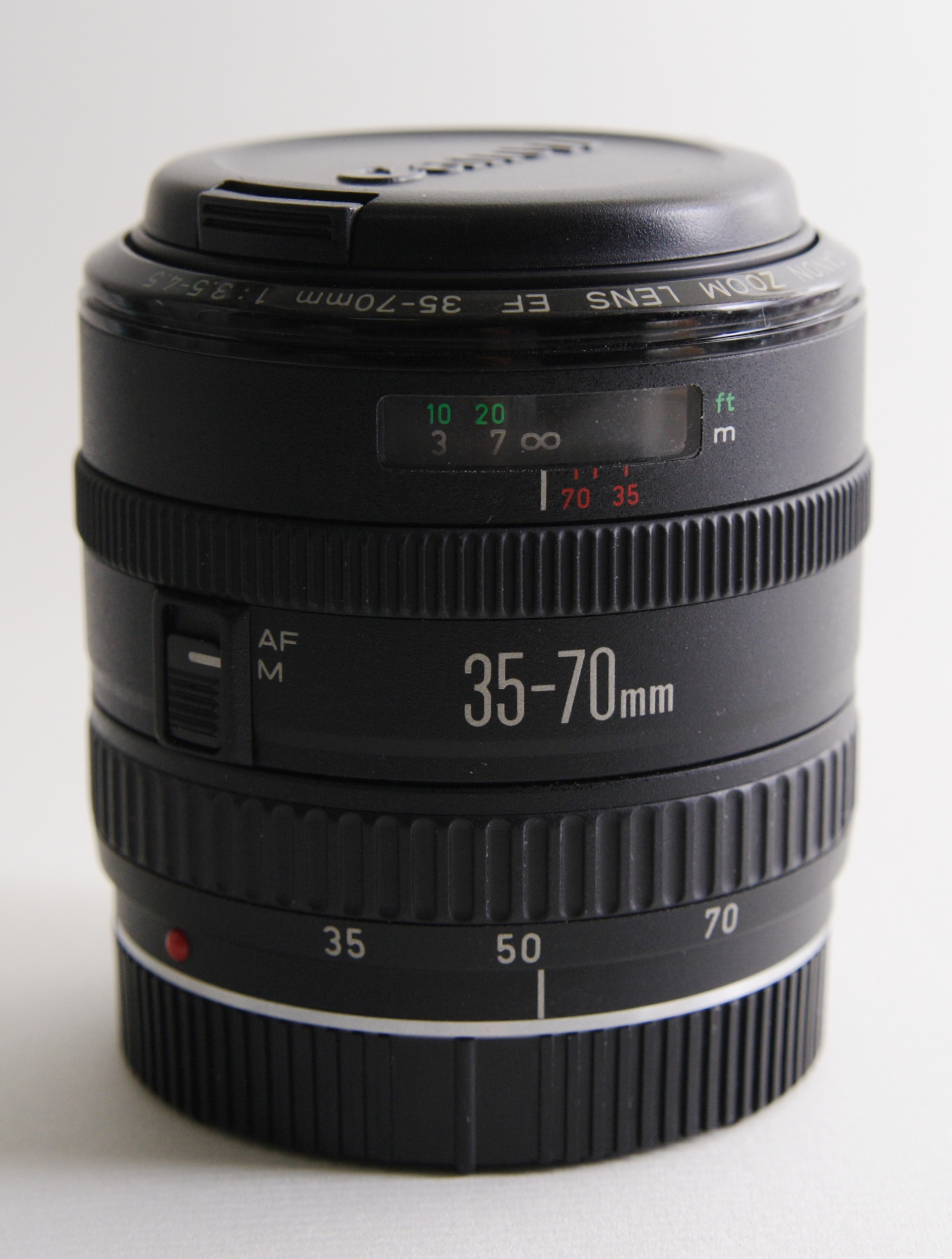
Objetivo Canon EF 35–70 mm f/3.5–4.5

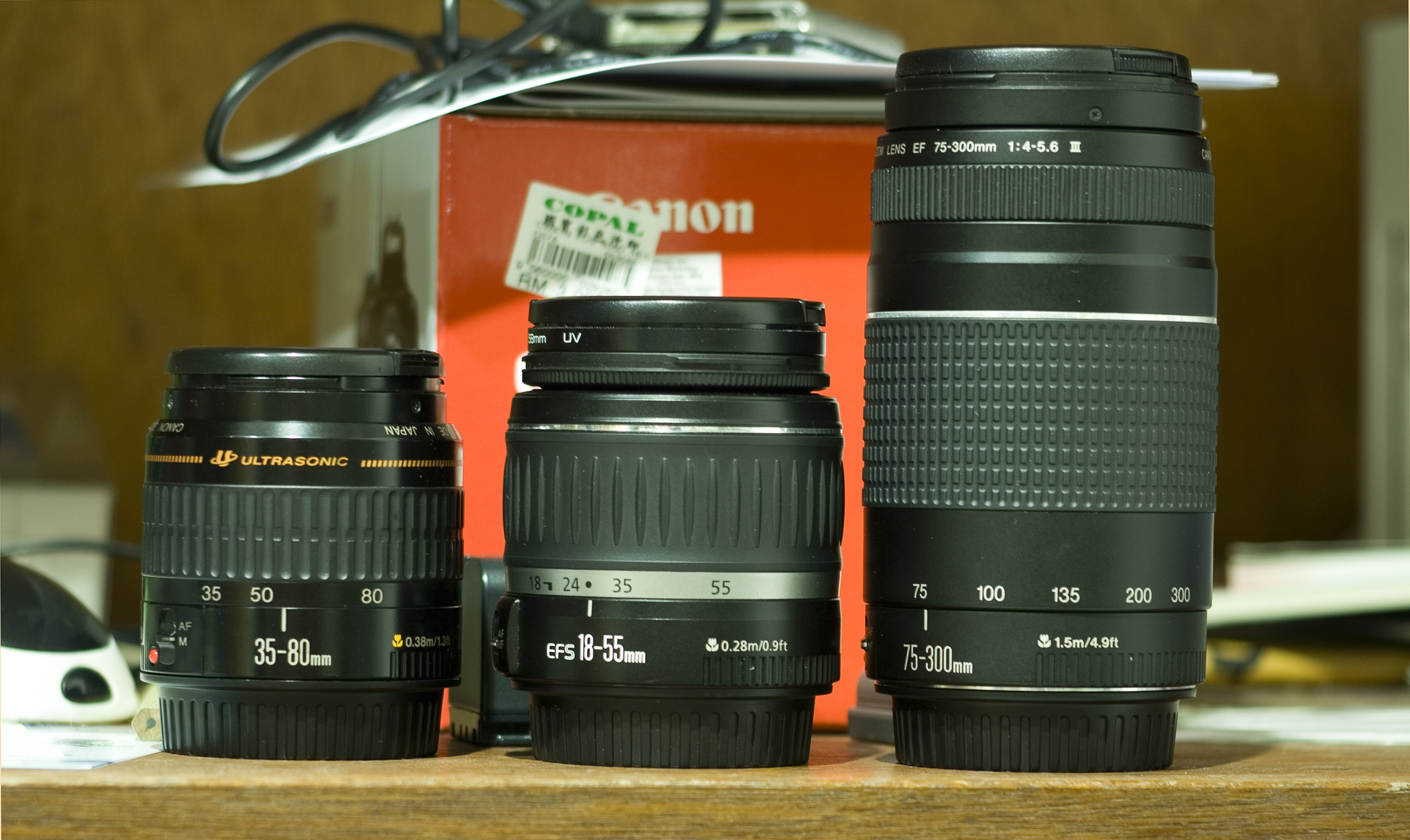
Dos objetivos EF y uno EF-S (centro).

| Distancias focales   | Apertura   | Motor ultrasónico (USM) | Estabilizador de imagen (IS) | Serie L | Óptica difractiva (DO) |
| -------------------- | ---------- | ----------------------- | ---------------------------- | ------- | ---------------------- |
| 8-15 mm (ojo de pez) | f/4        | Sí                      | No                           | Sí      | No                     |
| 16–35 mm I           | f/2.8      | Sí                      | No                           | Sí      | No                     |
| 16–35 mm II          | f/2.8      | Sí                      | No                           | Sí      | No                     |
| 17–35 mm             | f/2.8      | Sí                      | No                           | Sí      | No                     |
| 17–40 mm             | f/4        | Sí                      | No                           | Sí      | No                     |
| 20–35 mm             | f/2.8      | No                      | No                           | Sí      | No                     |
| 20–35 mm             | f/3.5–4.5  | Sí                      | No                           | No      | No                     |
| 22–55 mm             | f/4-5.6    | Sí                      | No                           | No      | No                     |
| 24-70 mm             | f/2.8      | Sí                      | No                           | Sí      | No                     |
| 24-70 mm II          | f/2.8      | Sí                      | No                           | Sí      | No                     |
| 24-85 mm             | f/3.5-4.5  | Sí                      | No                           | No      | No                     |
| 24-105 mm            | f/4        | Sí                      | Sí                           | Sí      | No                     |
| 24-105 mm            | f/3.5-5.6  | No                      | Sí                           | No      | No                     |
| 28-70 mm             | f/2.8      | Sí                      | No                           | Sí      | No                     |
| 28–70 mm II          | f/3.5-4.5  | No                      | No                           | No      | No                     |
| 28-80 mm             | f/2.8-4    | Sí                      | No                           | Sí      | No                     |
| 28-80 mm I           | f/3.5-5.6  | Sí                      | No                           | No      | No                     |
| 28–80 mm II          | f/3.5-5.6  | No                      | No                           | No      | No                     |
| 28–80 mm II          | f/3.5-5.6  | Sí                      | No                           | No      | No                     |
| 28–80 mm V           | f/3.5-5.6  | Sí                      | No                           | No      | No                     |
| 28-90 mm II          | f/4-5.6    | Sí                      | No                           | No      | No                     |
| 28–90 mm III         | f/4-5.6    | No                      | No                           | No      | No                     |
| 28-105 mm            | f/3.5-4.5  | Sí                      | No                           | No      | No                     |
| 28-105 mm II         | f/3.5-4.5  | Sí                      | No                           | No      | No                     |
| 28–105 mm            | f/4-5.6    | Sí                      | No                           | No      | No                     |
| 28-135 mm            | f/3.5-5.6  | Sí                      | Sí                           | No      | No                     |
| 28-200 mm            | f/3.5-5.6  | Sí                      | No                           | No      | No                     |
| 28–200 mm            | f/3.5-5.6  | No                      | No                           | No      | No                     |
| 28-300 mm            | f/3.5-5.6  | Sí                      | Sí                           | Sí      | No                     |
| 35-70 mm             | f/3.5-4.5  | No                      | No                           | No      | No                     |
| 35–70 mm             | f/3.5-4.5A | No                      | No                           | No      | No                     |
| 35-80 mm III         | f/4-5.6    | No                      | No                           | No      | No                     |
| 35–80 mm             | f/4-5.6    | Sí                      | No                           | No      | No                     |
| 35–80 mm PZ          | f/4-5.6    | Sí                      | No                           | No      | No                     |
| 35-105 mm            | f/3.5-4.5  | No                      | No                           | No      | No                     |
| 35–105 mm            | f/4.5-5.6  | Sí                      | No                           | No      | No                     |
| 35–135 mm            | f/3.5-4.5  | No                      | No                           | No      | No                     |
| 35–135 mm            | f/4-5.6    | Sí                      | No                           | No      | No                     |
| 35-350 mm            | f/3.5-5.6  | Sí                      | No                           | Sí      | No                     |
| 38-76 mm             | f/4.5-5.6  | No                      | No                           | No      | No                     |
| 50-200 mm            | f/3.5-4.5  | No                      | No                           | No      | No                     |
| 50–200 mm            | f/3.5-4.5  | No                      | No                           | Sí      | No                     |
| 55-200 mm II         | f/4.5-5.6  | Sí                      | No                           | No      | No                     |
| 70-200 mm            | f/2.8      | Sí                      | Sí                           | Sí      | No                     |
| 70–200 mm II         | f/2.8      | Sí                      | Sí                           | Sí      | No                     |
| 70–200 mm            | f/2.8      | Sí                      | No                           | Sí      | No                     |
| 70–200 mm            | f/4        | Sí                      | Sí                           | Sí      | No                     |
| 70–200 mm            | f/4        | Sí                      | No                           | Sí      | No                     |
| 70-210 mm            | f/3.5-4.5  | Sí                      | No                           | No      | No                     |
| 70–210 mm            | f/4        | No                      | No                           | No      | No                     |
| 70-300 mm            | f/4.5-5.6  | Sí                      | Sí                           | No      | Sí                     |
| 70–300 mm            | f/4-5.6    | Sí                      | Sí                           | No      | No                     |
| 70–300 mm            | f/4-5.6    | Sí                      | Sí                           | Sí      | No                     |
| 75-300 mm            | f/4-5.6    | Sí                      | Sí                           | No      | No                     |
| 75–300 mm III        | f/4-5.6    | Sí                      | No                           | No      | No                     |
| 75–300 mm III        | f/4-5.6    | No                      | No                           | No      | No                     |
| 80-200 mm            | f/2.8      | No                      | No                           | Sí      | No                     |
| 80–200 mm            | f/4.5-5.6  | Sí                      | No                           | No      | No                     |
| 80–200 mm II         | f/4.5-5.6  | No                      | No                           | No      | No                     |
| 90-300 mm            | f/4.5-5.6  | No                      | No                           | No      | No                     |
| 90–300 mm            | f/4.5-5.6  | Sí                      | No                           | No      | No                     |
| 100-200 mm           | f/4.5A     | No                      | No                           | No      | No                     |
| 100-300 mm           | f/4.5-5.6  | Sí                      | No                           | No      | No                     |
| 100–300 mm           | f/5.6      | No                      | No                           | No      | No                     |
| 100–300 mm           | f/5.6      | No                      | No                           | Sí      | No                     |
| 100-400 mm           | f/4.5-5.6  | Sí                      | Sí                           | Sí      | No                     |
| 200-400 mm           | f/4        | Sí                      | Sí                           | Sí      | No                     |

### Fijos
| Distancia focal    | Apertura | Macro | Motor ultrasónico (USM) | Estabilizador de imagen (IS) | Serie L | Óptica difractiva (DO) |
| ------------------ | -------- | ----- | ----------------------- | ---------------------------- | ------- | ---------------------- |
| 14 mm              | f/2.8    | No    | Sí                      | No                           | Sí      | No                     |
| 14 mm II           | f/2.8    | No    | Sí                      | No                           | Sí      | No                     |
| 15 mm (ojo de pez) | f/2.8    | No    | No                      | No                           | No      | No                     |
| 20 mm              | f/2.8    | No    | Sí                      | No                           | No      | No                     |
| 24 mm              | f/1.4    | No    | Sí                      | No                           | Sí      | No                     |
| 24 mm II           | f/1.4    | No    | Sí                      | No                           | Sí      | No                     |
| 24 mm              | f/2.8    | No    | Sí                      | Sí                           | No      | No                     |
| 28 mm              | f/1.8    | No    | Sí                      | No                           | No      | No                     |
| 28 mm              | f/2.8    | No    | No                      | No                           | No      | No                     |
| 28 mm              | f/2.8    | No    | Sí                      | Sí                           | No      | No                     |
| 35 mm              | f/1.4    | No    | Sí                      | No                           | Sí      | No                     |
| 35 mm              | f/2      | No    | No                      | No                           | No      | No                     |
| 50 mm              | f/1.0    | No    | Sí                      | No                           | Sí      | No                     |
| 50 mm              | f/1.2    | No    | Sí                      | No                           | Sí      | No                     |
| 50 mm              | f/1.4    | No    | Sí                      | No                           | No      | No                     |
| 50 mm              | f/1.8    | No    | No                      | No                           | No      | No                     |
| 50 mm II           | f/1.8    | No    | No                      | No                           | No      | No                     |
| 50 mm              | f/2.5    | Sí †  | No                      | No                           | No      | No                     |
| 65 mm              | f/2.8    | Sí    | No                      | No                           | No      | No                     |
| 85 mm              | f/1.2    | No    | Sí                      | No                           | Sí      | No                     |
| 85 mm II           | f/1.2    | No    | Sí                      | No                           | Sí      | No                     |
| 85 mm              | f/1.8    | No    | Sí                      | No                           | No      | No                     |
| 100 mm             | f/2      | No    | Sí                      | No                           | No      | No                     |
| 100 mm             | f/2.8    | Sí    | No                      | No                           | No      | No                     |
| 100 mm             | f/2.8    | Sí    | Sí                      | No                           | No      | No                     |
| 100 mm             | f/2.8    | Sí    | Sí                      | Sí                           | Sí      | No                     |
| 135 mm             | f/2      | No    | Sí                      | No                           | Sí      | No                     |
| 135 mm (SoftFocus) | f/2.8    | No    | No                      | No                           | No      | No                     |
| 180 mm             | f/3.5    | Sí    | Sí                      | No                           | Sí      | No                     |
| 200 mm             | f/1.8    | No    | Sí                      | No                           | Sí      | No                     |
| 200 mm             | f/2.0    | No    | Sí                      | Sí                           | Sí      | No                     |
| 200 mm             | f/2.8    | No    | Sí                      | No                           | Sí      | No                     |
| 200 mm II          | f/2.8    | No    | Sí                      | No                           | Sí      | No                     |
| 300 mm             | f/2.8    | No    | Sí                      | No                           | Sí      | No                     |
| 300 mm             | f/2.8    | No    | Sí                      | Sí                           | Sí      | No                     |
| 300 mm             | f/4      | No    | Sí                      | No                           | Sí      | No                     |
| 300 mm             | f/4      | No    | Sí                      | Sí                           | Sí      | No                     |
| 400 mm II          | f/2.8    | No    | Sí                      | Sí                           | Sí      | No                     |
| 400 mm             | f/2.8    | No    | Sí                      | Sí                           | Sí      | No                     |
| 400 mm             | f/4      | No    | Sí                      | Sí                           | Sí      | Sí                     |
| 400 mm             | f/5.6    | No    | Sí                      | No                           | Sí      | No                     |
| 500 mm II          | f/4      | No    | Sí                      | Sí                           | Sí      | No                     |
| 500 mm             | f/4      | No    | Sí                      | Sí                           | Sí      | No                     |
| 500 mm             | f/4.5    | No    | Sí                      | No                           | Sí      | No                     |
| 600 mm II          | f/4      | No    | Sí                      | Sí                           | Sí      | No                     |
| 600 mm             | f/4      | No    | Sí                      | Sí                           | Sí      | No                     |
| 600 mm             | f/4      | No    | Sí                      | No                           | Sí      | No                     |
| 800 mm             | f/5.6    | No    | Sí                      | Sí                           | Sí      | No                     |
| 1200 mm            | f/5.6    | No    | Sí                      | No                           | Sí      | No                     |

† – Compacto 1:2